# Абдул Карим (фаворит королевы)
Мухаммад Абдул Карим (англ. Abdul Karim; 1863, Лалитпур, Британская Индия — 20 апреля 1909, Агра), известный как Мунши (англ. the Munshi) — слуга и фаворит королевы Виктории в период её вдовства. По происхождению индиец-мусульманин, хафиз.

## Биография

### Ранние годы
Мухаммад Абдул Карим родился в 1863 году в местечке Лалитпур близ города Джханси в Британской Индии в мусульманской семье сотрудника госпиталя. У него был старший брат Абдул Азиз и четыре младших сестры. В детстве Абдул Карима научили говорить по-персидски и на урду. Подростком он совершил путешествия по Северной Индии и Афганистану, а молодым человеком получил протекцию у британского чиновника, которому помогал организовать поездку заключённых-ковроделов в Англию и выставку золотых изделий для королевы Виктории.

### Отношения с королевой
В 1887 году Абдул Карим стал одним из двух индийцев, отобранных в качестве прислуги на празднование Золотого юбилея вступления королевы Виктории на престол. Он смог понравиться Виктории, по её распоряжению прошёл дополнительное обучение английскому языку, получил должность её секретаря по индийским делам, уникальный титул Мунши (что можно перевести как секретарь, писарь, учитель или помощник) и земельный надел в Индии. Титул был дарован ему в августе 1888 года, после того как он пожаловался королеве, что роль прислуги ниже его достоинства, поскольку в Индии он служил секретарём. Мунши стал постоянным собеседником и компаньоном Виктории, их дискуссии касались самых разных тем.
После поездки в Индию на полгода в 1892 году Мунши познакомил Викторию и её гостей со своей семьёй, помещённой в отдельном коттедже. Жена и тёща вели замкнутый образ жизни, ходили закутанными в платки и украшенными множеством золотых изделий, английский у жены Мунши был плох. Абдул нажил много врагов при дворе, так как все боялись его влияния на королеву.
В ноябре 1899 года Мунши снова уехал в Индию на год. Когда в ноябре 1900 года он вернулся в Англию, Виктория заметно постарела и её здоровье ухудшилось. Через несколько месяцев королева умерла. Новый монарх Эдуард VII позволил Абдул Кариму проститься с госпожой, но после похорон выслал его обратно в Индию, а переписку между ним и королевой велел уничтожить. Также отосланы были некоторые другие уроженцы Индостана, что, по воспоминаниям современников, лишило двор ноток восточного колорита.
Абдул Карим получил от Виктории много материальных благ и почестей для себя.
Сама Виктория утверждала, что её секретарь никогда не читал политических бумаг даже в её присутствии. Она подписывала свои записки к нему на урду словами «твоя любящая мать» и обычно не отказывала в просьбах, хотя отчасти под давлением окружения не смогла дать фавориту титул наваба, который сделал бы его сэром Абдул Каримом.
Мунши был последним известным фаворитом Виктории.

### Последние годы
В 1906 году будущий король Англии Георг V (в то время принц Уэльский) посетил Индию и встретился там с Мунши, о чём написал в письме Эдуарду. Он упомянул, что Мунши жил спокойной жизнью, не доставлял проблем и был рад его видеть.
Скончался Абдул Карим в Агре в апреле 1909 года. Он был похоронен в пагодаобразном мавзолее, а остатки переписки с королевой снова оказались изъяты английскими властями (потом несколько писем были возвращены наследникам фаворита). У Мунши не было детей. Две его жены пережили его.

## Награды и память
Командор Королевского Викторианского ордена, кавалер Ордена Индийской империи.
Также получил большое количество подарков, в том числе земельный участок в Индии. После разделения бывшей колонии на две части и провозглашения независимости Индии большая часть имущества семьи покойного фаворита была конфискована властями. Потомки Мунши вскоре переселились в Пакистан.
В исторической науке о Мунши было мало что известно до 1951 года, когда были опубликованы мемуары Фредерика Понсонби. Затем интерес к его истории и споры на тему свойств личности только росли во второй половине XX и начале XXI века.
В 2017 году на экраны вышел британский кинофильм режиссёра Стивена Фрирза «Виктория и Абдул» по одноимённому роману писательницы Шрабани Басу, посвящённый отношениям Мунши и королевы. Роль Абдул Карима исполнил Али Фазал, Виктории — Джуди Денч.